# 本覚寺前駅
本覚寺前駅（ほんがくじまええき）は、岐阜県羽島郡竹ヶ鼻町福江町（現・羽島市）にあった、名古屋鉄道竹鼻線の駅。
現在の竹鼻駅（当時は栄町駅）と羽島市役所前駅（当時は竹鼻駅）の間に存在した。駅名のとおり、本覚寺の南に隣接していた駅である。

## 歴史
- 1929年（昭和4年）4月1日 - 栄町駅・大須駅間開業に際し、竹鼻鉄道（美濃電気鉄道の系列会社）の駅として開設。
- 1943年（昭和18年） - 合併により名古屋鉄道の駅となる。
- 1944年（昭和19年） - 休止。
- 1969年（昭和44年）4月5日 - 廃止。

## 利用状況
『岐阜県統計書』によると、年間乗車人員、降車人員は以下の通りである。
| 年度     | 乗車人員（人） | 降車人員（人） | 出典  |
| -------- | -------------- | -------------- | ----- |
| 1930年度 | 11,153         | 14,871         | [ 3 ] |
| 1931年度 |                |                |       |
| 1932年度 |                |                |       |
| 1933年度 |                |                |       |
| 1934年度 | 390            | 1,013          | [ 4 ] |
| 1935年度 | 630            | 1,194          | [ 1 ] |

## 跡地
駅の位置は曹洞宗本覚寺の南に隣接していた。竹鼻駅より新羽島駅方面へ約300m付近である。現在もプラットホームの痕跡（壁の一部）が残る。

## 駅周辺
本覚寺は竹ヶ鼻城城主の菩提寺であり、絵天井「雲龍」（伝浮田一蕙作。岐阜県指定重要文化財）が有名である。この天井絵は1850年（嘉永3年）に描かれたが、1891年（明治24年）の濃尾大地震で破損。1914年（大正3年）に復元されている。

## 隣の駅
所属路線、隣の駅は営業時代のもの。
名古屋鉄道
竹鼻線
栄町駅 - 本覚寺前駅 - 西竹鼻駅